# 李紀堂
李紀堂（1873年—1943年），名賢仕，又名柏，號紀堂，學名寶倫，廣東新會人，中國近代革命家。李陞第三子，李寶椿兄。

## 生平
早年與陳少白、程子儀等人成立的采南歌戲班。1895年，興中會在廣州起義失敗。後來，李紀堂得到謝纘泰介紹加入興中會。1902年，與洪全福等人密謀拉攏天地會成員加入在廣州起義。是次起義，李紀堂自願捐軍餉五十萬元。